# 近藤康用
近藤 康用（こんどう やすもち、永正16年（1517年） - 天正16年3月12日（1588年4月7日））は、戦国時代から安土桃山時代にかけての武将。近藤忠用の子。通称、勘助、平右衛門、石見守。はじめは為用。全功と号した。

## 経歴

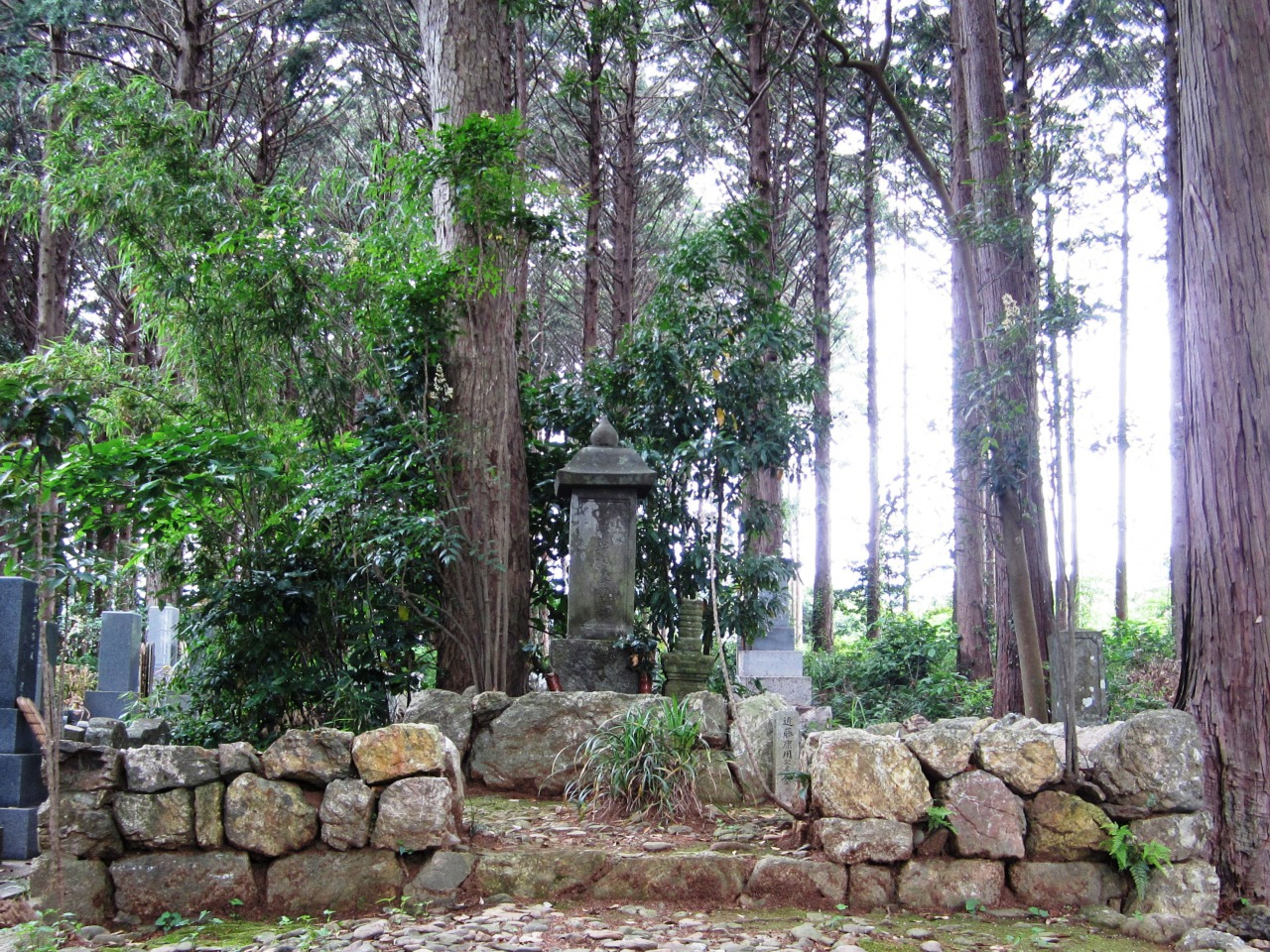
静岡県浜松市北区引佐町龍潭寺の墓所

永正16年（1517年）、近藤忠用の子として誕生。『寛政譜』では初名は「信用」と記されているが、同時代史料による裏付けはなく、『寛永伝』にもその記載がないため信頼性が低い。
一方、高野山平等院にある『三州過現名帳』には、永禄12年（1569年）9月に三川宇利の近藤主税の依頼によって逆修供養を受けている「建部為用」は当時の宇利城の城主と推定され、『三州過現名帳』に記された宇利城主の建部氏と『寛永伝』の宇利城主近藤氏の系譜に共通点があることから、近藤氏＝建部氏であり、「為用」は徳川家康の偏諱を受けて改名する以前の近藤康用の初名であったとみられている。
父と共に今川氏に従っていたため、知行221貫文を安堵されていた。今川氏の領国支配力に不安が見え始めた桶狭間の戦い以降も、同僚の鈴木重勝（子に鈴木重時）に同調、今川氏の傘下でいることを継続した。
やがて、三河国の徳川家康が遠江国を窺うようになると、その懐柔工作によって今川氏を離反。永禄11年（1568年）末からの家康による遠州攻め入りでは、子の秀用を従軍させていた。老齢であるうえ、長年の戦働きによる負傷で歩行困難となっていたためである。
天正16年（1588年）、閉居先の井伊谷で死去。72歳と伝わる。

## 登場する作品
- おんな城主 直虎（2017年、NHK大河ドラマ、演：橋本じゅん）